# Episinus marginatus
Episinus marginatus là một loài nhện trong họ Theridiidae.
Loài này thuộc chi Episinus. Episinus marginatus được Tord Tamerlan Teodor Thorell miêu tả năm 1898.